# Justinas Staugaitis
Justinas Staugaitis (ur. 14 listopada 1866 koło Szawli, zm. 8 lipca 1943 w Telszach) – litewski ksiądz rzymskokatolicki, biskup, działacz polityczny, jeden z sygnatariuszy Aktu Niepodległości Litwy z 1918 roku. 
Ukończył seminarium duchowne w Sejnach. W 1890 roku wyświęcono go na kapłana rzymskokatolickiego. Brał udział w ruchu tzw. knygnešiai - osób, które przemycały pisma religijne w języku litewskim zza pruskiej granicy. Założył w Mariampolu towarzystwo oświatowe "Žiburys" ("Światło"), działał tam społecznie, m.in. zakładając dom sierot i starców. Od 1909 do 1912 roku stał na czele lokalnego pisma "Vadovas" ("Przewodnik"). 
W 1917 roku został wybrany członkiem Taryby, w lutym 1918 roku sygnował Akt Niepodległości Litwy. W 1920 roku wybrano go jako reprezentanta chadecji do Sejmu Ustawodawczego, którego był marszałkiem i wicemarszałkiem. W 1926 roku papież mianował go biskupem Telszów. Staugaitis miał wpływ na powstanie w Telszach seminarium kształcącego duchownych rzymskokatolickich.